# Ерохина, Ольга Тихоновна
Ольга Тихоновна Ерохина (28 марта 1914, Новая Маячка, Таврическая губерния — 15 марта 1995, Богдановка, Херсонская область) — передовик советского сельского хозяйства, птичница совхоза «Каховский» Каховского района Херсонской области, Герой Социалистического Труда (1966).

## Биография
Родилась 28 марта 1914 года в селе Новая Маячка Маячковской волости Днепровского уезда Таврической губернии в крестьянской русской семье.
Завершила обучение в начальной школе. С 1931 по 1934 годы работала в столовой совхоза «Саки» помощником повара. С 1934 по 1941 годы трудилась в рабочем кооперативе пекарем в селе Богдановка Каховского района.
С 1941 по 1944 годы находилась на оккупированной территории. После освобождения трудоустроилась в совхоз «Каховский». Стала работать звеньевой полеводческой бригады. В 1958 году переведена на работу старшей птичницей по выращиванию молодняка. За три года трудовой деятельности сумела добиться сохранности цыплят на уровне 96-97%, что являлось самым высоким показателем в Каховском районе. В 1960 году перешла ухаживать за курами-несушками и сумела выполнить план пятилетки за четыре календарных года.  
«За выдающиеся успеха, достигнутые в развитии сельскохозяйственного производства и выполнении пятилетнего плана продажи государству продуктов земледелия и животноводства», указом Президиума Верховного Совета СССР от 8 апреля 1971 года Ольге Тихоновне Ерохиной было присвоено звание Героя Социалистического Труда с вручением ордена Ленина и медали «Серп и Молот».
Продолжала и дальше трудиться в сельском хозяйстве до выхода на заслуженный отдых.  
Проживала в селе Богдановка Каховского района Херсонской области. Умерла 15 марта 1995 года. Похоронена в Богдановке.

## Награды
За трудовые успехи была удостоена:
- золотая звезда «Серп и Молот» (08.04.1971)
- орден Ленина (08.04.1971)
- другие медали.